# Györfi Ibolya
Györfi Ibolya Györfy (Kutyfalva, 1935. november 18. –) erdélyi magyar pedagógiai szakíró, szerkesztő. Györfi Jenő felesége.

## Életútja
A marosvásárhelyi 2. számú Leánylíceumban érettségizett (1954), a Bolyai Tudományegyetem magyar nyelv és irodalom szakán tanári diplomát szerzett (1959). Az Állami Irodalmi és Művészeti, ill. Meridiane Könyvkiadónál lektori, a bukaresti rádió magyar kollektívájában szerkesztői, majd a Nevelés- és Oktatásügyi Minisztériumban szakfelügyelői munkakört töltött be (1959–69), a Pedagógiai és Pszichológiai Kutatóintézet tudományos kutatója (1969–82), ennek megszűntével a Tanügyi és Pedagógiai Könyvkiadó szerkesztője.
Első írását a Tanügyi Újság közölte (1970). Előkészítette a magyar nyelv és irodalom romániai tanításának tanterveit (1969–72). A helyesírás tanításáról, irodalomolvasásról, személyiségfejlesztésről, verselemzésről szóló írásait a Tanügyi Újság, Művelődés, A Hét, Limba şi Literatura közölte.
Az 1990-es években a Bukaresti Petőfi Művelődési Társaság értesítőit is Györfi Ibolya szerkesztette.

## Köteteiből
- Irodalomolvasás az V. osztályban (módszertani kézikönyv, 1977);
- A magyar nyelv tanításának módszertana az I–IV. osztályban. Tankönyv a tanítóképző pedagógiai líceumok számára (Király László nagyenyedi tanárral, 1979).
- Magyar nyelv: tankönyv a 3. osztály számára / Péterfy Emilia, Kuszálik Piroska ; az Olvasókönyv 1990-es kiad. átdolg. Györfy Ibolya ; [borító és ill. Deák Ferenc]. - Bucureşti: EDP, 1990 (Oradea: I. P. Crişana). - 248 p
- Magyar irodalom: tankönyv a 12. osztály számára / Bara Katalin, Dávid Gyula, Lázok János, Cs. Gyimesi Éva, Csutak Judit ; [a Szóbeli közlés kérdései c. fejezetet Murvai Olga, a Kis értelmező szótárt Györfy Ibolya állította össze] ; [szerk. Sz. Németh Éva] ; [borító Johann Untch]. - Bucureşti: EDP, 1995 (Oradea: Imprimeria de Vest). - 234 p.